# Onthophagus demarzi
Onthophagus demarzi là một loài bọ cánh cứng trong họ Bọ hung (Scarabaeidae).